# Coaching
Ne doit pas être confondu avec Mentorat.
 (mai 2020).
Le coaching, ou accompagnement, est une méthode d'accompagnement personnalisé destinée à améliorer les compétences et la performance d'un individu, d'un groupe ou d'une organisation, grâce à l'amélioration des connaissances, l'optimisation des processus et des méthodes d'organisation et de contrôle. Il s'est développé à l'origine dans le milieu du sport (le coach pouvant être entraîneur ou compléter celui-ci pour un encouragement plus axé sur la psychologie), mais son usage a dépassé ce contexte à partir de la fin du XXe siècle pour apparaître dans le milieu de l'entreprise, puis celui du développement personnel de manière moins cadrée et souvent contestée. Il est aujourd'hui présent dans de nombreux domaines de la vie, professionnel, nutritionnel, parental, scolaire, etc.
Le coaching se définit comme le métier de l'accompagnement fondé sur un dialogue entre le client et son coach. Il permet au client, par la construction de ces échanges, de trouver les solutions les plus adaptées à ses capacités, croyances et représentations, à sa situation et ses enjeux.  
La notion de coaching manquant d'un encadrement légal précis, elle peut être revendiquée par tout un chacun sans condition de qualification professionnelle ni de compétence réelle. À titre d'exemple, le coaching en « développement personnel », qui rencontre un certain succès commercial, a suscité une offre pléthorique, qui souffre de l'absence d'un cadre institutionnel et d'un adossement scientifique. Ce terme donne donc lieu à de nombreuses dérives et peut être utilisé comme outil de manipulation. 

## Terminologie

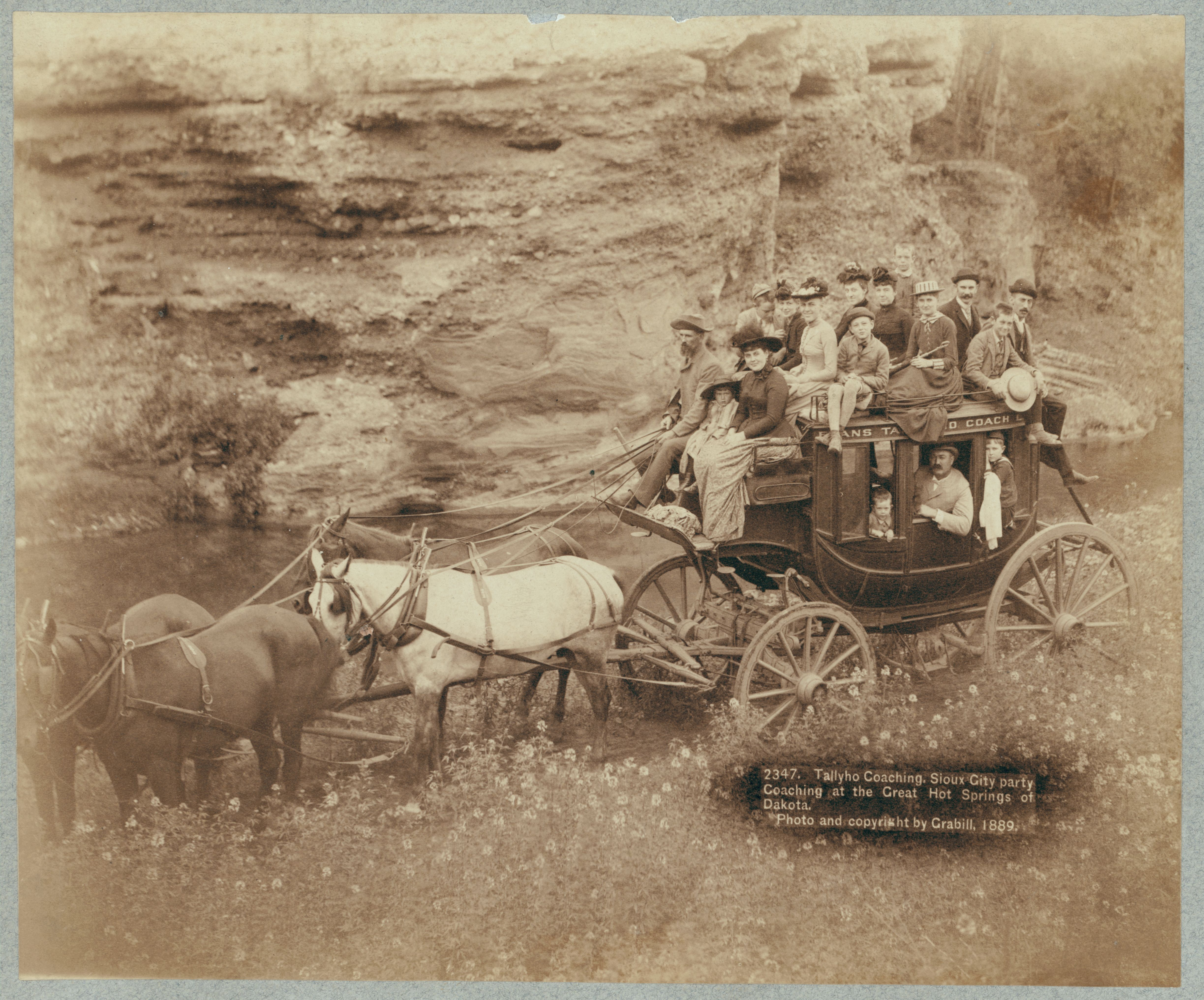
L'entreprise américaine de transport Tallyho Coaching en 1889.

Le sens premier de « coach », « grande voiture à chevaux » fabriquée à Kocs en Hongrie au XVIe siècle, appelée coche en français, a amené, vers 1830, le sens figuré « instructeur / formateur », dans l'argot de  l'Université d'Oxford, pour désigner un tuteur, un mentor, qui « transporte » l'élève vers un examen ; le sens d'« entraîneur sportif » serait apparu vers 1861.
En France, la Commission générale de terminologie et de néologie recommande l'usage des termes « guidance » dans le domaine « santé, médecine et psychologie », « mentorat » dans le domaine « économie et gestion d'entreprise », et « instructions par signes » dans le domaine du sport,. Pour sa part, le Grand dictionnaire terminologique québécois propose en outre, selon les domaines, les termes « accompagnement », « pilotage », « direction d'athlètes »[réf. nécessaire].
Selon le contexte, les termes « conseiller » (ex. : « conseiller emploi »), « consultant » (ex. : « consultant en développement professionnel »), « coach », « mentor »[réf. incomplète] ou encore « entraîneur » peuvent être utilisés pour parler de la personne menant le coaching.

## Histoire et filiation
Milton Hyland Erickson : actif entre 1930 et 1980. Il intervenait outre son activité de psychiatre dans ce qui ressemble fortement à des coachings de vie, comme augmenter la performance sportive ou bien aider un jeune homme ayant du mal à trouver un travail. Il n’utilisait l’hypnose formelle que dans 50% de ses séances. Selon ses exégètes (Ernest Rossi, Jay Haley) il utilisait une conversation anodine, appelée hypnose sans hypnose ou hypnose conversationnelle sans transe pour aider le changement de son client. Cette conversation pouvait d’ailleurs porter sur des sujets anodins. De nombreux écrits relatent ses dialogues de coaching durant des séances transcrites qui permettent d’apprécier les stratégies de coaching mise en place.
Le coaching est apparu aux États-Unis au début des années 1960. Il plonge ses racines dans la cybernétique (à partir de 1942), l'école de Palo Alto (à partir de 1953) et le New Age (à l'Institut Esalen en Californie, à partir de 1961) et l'observation de thérapeutes comme Milton Erickson, Virginia Satir, Fritz Perls.
Selon Joseph Figari, consultant philosophe, La philosophie est l'une des racines du coaching, dans la mesure où elle est un exercice autonome de la raison, même quand celle-ci est guidée par le dialogue ou par la maïeutique socratique. Savoir poser les problèmes, trouver par soi-même des solutions variées, faire progresser une façon de voir les choses et la vie, font partie intégrante du coaching comme de la philosophie.

## Structuration de la profession en France et en Europe

### Années 1990: premières fédérations
En 1992, l'European Mentoring and Coaching Centre (EMCC) est créé. En 1995, l'International Coaching Federation (ICF) est créée. Elle est déclinée en France en 1999. En 1996, La première fédération française de coachs est créée. Il s'agit de la Société française de coaching, ou SFCoach.

### Reconnaissance progressive du métier
2014 est une année majeure pour le coaching professionnel en Europe. Les principales fédérations professionnelles européennes (Société française de coaching, EMCC Global et ICF Global) signent un accord avec l’Union européenne (accord dit « de Bologne »), qui institue l’auto régulation des métiers du coaching professionnel à travers ces fédérations dans chacun des pays de l’UE.
En 2016, le métier de coach professionnel étant reconnu officiellement en Europe, la France inscrit le coaching professionnel au Répertoire national des certifications professionnelles (RNCP),.
En 2019 en France, le Syndicat interprofessionnel des métiers de l’accompagnement, du coaching et de la supervision (SIMACS) est créé par le regroupement de plusieurs organismes. Il est constitué de deux fédérations internationales (EMCC France, ICF-France), deux associations professionnelles françaises (Société française de coaching, ou SFCoach, et PSF) et un syndicat (SynPAAC).
Toujours en 2019 en France, le SIMACS souhaite intégrer une branche professionnelle. L'État français ne permettant plus la création de nouvelles branches professionnelles, le SIMACS, donc les organisations qui le composent, rejoint la Fédération des métiers de la prestation intellectuelle du conseil, de l'ingénierie et du numérique (CINOV) dans sa branche « Bureaux d’études techniques, cabinets d’ingénieurs conseils et sociétés de conseil » (BETIC).

### Avenir de la structuration en France
Un des objectifs du rapprochement du SIMACS avec le CINOV est la reconnaissance du métier de coach professionnel à part entière grâce à l'obtention de codes NAF et ROME spécifiques et la création d’une annexe au CINOV. En effet, les coachs professionnels doivent alors encore utiliser des codes NAF et ROME qui ne leur correspondent pas spécifiquement : M1402 (« conseil en organisation et management d'entreprise ») et M1502 (« développement des ressources humaines »).
Au fil des années, le coaching professionnel fait valoir sa légitimité auprès des institutions étatiques et des entreprises.

### Limites de la déontologie
Malarewicz définit la déontologie comme « l’ensemble des règles de fonctionnement qu’une profession se donne à elle-même, pour tenter de résoudre tout ou partie des problèmes éthiques que peuvent rencontrer ses membres ». Ainsi, tout comme le Conseil des barreaux européens définit le code de déontologie des avocats, les organismes de coaching professionnel définissent leur code de déontologie (par exemple la SFCoach ou l'International Coach Federation).

### Enjeux déontologiques pour la relation de coaching
Le coaching présente des limites spécifiques aux relations d’aides ou liées aux psychothérapies, même si ces pratiques sont distinctes. Les plus connues sont le sentiment de puissance et le transfert/contre-transfert. « En thérapie, c’est le mécanisme par lequel le patient reporte sur le thérapeute les sentiments inconscients de tendresse ou d’affection (transfert positif), de peur ou d’hostilité (transfert négatif) qu’il éprouve pour une autre personne. […] Face au transfert, celui-ci réagit par le contre-transfert, qui caractérise les sentiments et émotions qu’il éprouve en retour. »
La branche française de la fédération International Coach Federation entend limiter ce risque de manipulation par l'encadrement de la prestation de coaching. Celle-ci doit ainsi être limitée dans son objet (contrat définissant les objectifs) et dans le temps (en général six à neuf mois) ; la relation de dépendance est en outre à éviter. Ces problèmes sont a priori réduits car, contrairement, à une relation asymétrique (celui qui sait et celui qui ne sait pas), la relation coach-coaché est construite sur un lien d’égal à égal, qui vise de plus à donner toute l’autonomie au coaché.
Cependant, le titre de coach n'étant pas protégé, il est difficile de s'assurer de la déontologie de l'ensemble des pratiquants et les relations de pouvoir ne peuvent être complètement écartées, au même titre que dans les relations thérapeutiques ou médicales[réf. souhaitée]. 

## Formation, diplômes et encadrement

### Cadre de la formation en France
En France, le métier de « coach en développement personnel » et les professions liées ne sont pas réglementés et leur exercice est libre (« accessible sans diplôme particulier », selon la fiche ROME K1103 de Pôle emploi). Il est donc possible de s'autoproclamer coach sans avoir suivi une formation. Toutefois, le titre de « coach professionnel » bénéficie d'un enregistrement au Répertoire national des certifications professionnelles ; France Compétences a délégué à SIMACS la gestion du titre de « coach professionnel RNCP niveau 6 » le 30 mars 2020.
Le coach professionnel intervient en tant qu’expert dans trois directions fondamentales que sont le coaching d’organisation, le coaching d’équipe et le coaching individuel. Un référentiel de compétences est établi et il est recommandé au coach professionnel d'adhérer au code de déontologie d'une fédération ,.

### Encadrement de la pratique: supervision

#### Origine et définition
Les codes de déontologie des fédérations encouragent ou imposent le recours à de la supervision afin que les coachs professionnels puissent échanger et questionner leur pratique avec des pairs ou des coach superviseurs, à l'instar de ce qui se pratique dans d'autres services à la personne de type thérapeutique. En outre, de nombreuses fédérations ou écoles de formation permettent aux coachs de se mettre en réseau à travers des plateformes et permettent ainsi un échange sur les pratiques[réf. souhaitée].

## Dérives et risques
Le coaching n'a aucune définition institutionnelle et le titre de coach n'est pas protégé juridiquement : n'importe qui peut donc se proclamer « coach » et exercer sous cette bannière sans formation particulière. Il n'existe aucune régulation de cette activité ni aucune évaluation de son efficacité. 
Les coachs s'adressant souvent à des personnes vulnérables et induisant une emprise mentale, le risque de manipulation mentale et d'abus de faiblesse est grand : de nombreux charlatans s'attirent ainsi des centaines d'affidés dont ils profitent financièrement en échange d'une gratification narcissique illusoire. 
Le coaching est enfin un des terrains des mouvances à dérive sectaire : 10 % à 20 % des signalements à la Mission interministérielle de vigilance et de lutte contre les dérives sectaires concernent le coaching. Par ce biais, des entreprises entières ont pu tomber sous la coupe de gourous dangereux voire de sectes comme la scientologie.

#### Années 2000
- De « l’accompagnement », en tant que paradigme, Pratiques de formation/analyses, université Paris 8, formation permanente, décembre 2000
- Maela Paul, L'accompagnement : une posture professionnelle spécifique, Éditions L'Harmattan, coll. « Savoir et formation », 2 décembre 2004)
- Roland Gori et Pierre Le Coz, L'empire des coachs. Une nouvelle forme de contrôle social, Albin-Michel, 2006  (ISBN 978-2226174987)
- Pierre Angel, Patrick Amar, Émilie Devienne et Jacques Tencé, Dictionnaire des coachings, éd. Dunod, 2007  (ISBN 978-2100496563)
- Michel Vial, Nicole Caparros-Mencacci et Jean-Marie De Ketele, L'accompagnement professionnel ? : Méthode à l'usage des praticiens exerçant une fonction éducative, De Boeck, coll. « Pédagogies en développement », 2007.
- Robert Dilts, Être Coach: De la recherche de la performance à l’éveil, éd. Dunod, 2008  (ISBN 978-2100502462)
- Reine Marie Halbout, Savoir être coach : Un art, une posture, une éthique, éd. Eyrolles, 2009  (ISBN 978-2212542349)
- Louise Lafortune, Guide pour l'accompagnement professionnel d'un changement, Presses de l'Université du Québec, coll. « Fusion » (2009).

#### Années 2010
- Vincent Lenhardt, Les responsables porteurs de sens : culture et pratique du coaching et du team building, Insep Consulting, 2010  (ISBN 978-2914006965)
- Vincent Lenhardt, Au cœur de la relation d’aide – Réflexion sur des fondamentaux de la thérapie et du coaching, InterEditions, 2013  (ISBN 978-2729613396)
- Patrick Amar et Pierre Angel, Le Coaching, Presses universitaires de France – PUF, 2012  (ISBN 978-2130594833)
- Frank Bournois et Thierry Chavel, avec préface de Jacques Salomé, Le Livre d’or du coaching : Nouvelles pratiques et perspectives, Eyrolles, 2013  (ISBN 978-2212556964)

#### Coachingsspécialisés
- Co-coaching
(co-accompagnement)
- Coaching d'équipe
- Coaching d'organisation
- Coaching en décoration
- Coaching familial
(consultation familiale)
- Coaching pédagogique
- Coaching tripartite
- Servant leadership
- Coaching en jeu vidéo
(individuel ou collectif)